# Most Chwaliszewski w Poznaniu

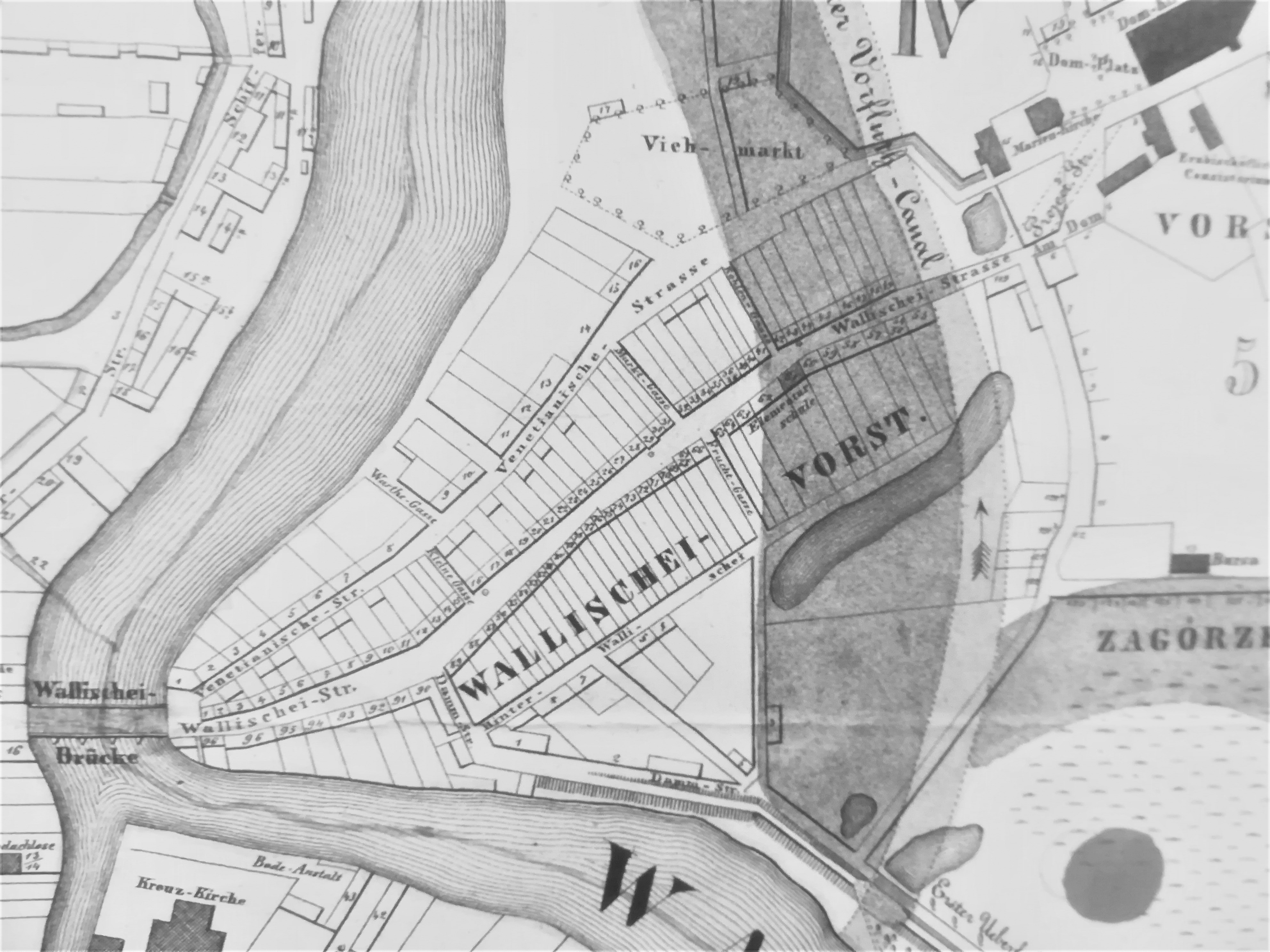
Widok na Chwaliszewo w 1856 (most po lewej u dołu)

Most Chwaliszewski w Poznaniu – historyczny most drogowy na rzece Warcie, w granicach administracyjnych miasta Poznania.

## Historia
Istniał od czasu średniowiecza, na wylocie ul. Wielkiej, na trakcie z Poznania przez Chwaliszewo, Ostrów Tumski, Śródkę – w kierunku wschodnim. W 1809 wybudowano nowy obiekt i była to jedyna wielka inwestycja w Poznaniu doby Księstwa Warszawskiego. Budowa kosztowała 100.910 florenów, z czego państwo dało około 84.000. Do 1878 był to obiekt drewniany, potem metalowy (od strony inżynieryjnej zaprojektowany przez Cäsara Stenzla), kratowy, nitowany (zużyto 256 ton żelaza). Miał dwa przęsła po 40 metrów długości i 4 metry wysokości każde. Wsparty na jednym murowanym filarze w nurcie Warty. Celem wyciszenia hałasu komunikacyjnego (bliskość kamienic) nawierzchnia wykonana była z kostki drewnianej (od 1880 z wbudowanym torowiskiem tramwajowym). Od 1861 utrzymanie i konserwacja przeprawy powróciła do miasta i pobierano na ten cel podatek mostowy. Wpływy z mostowego w wysokości około 2150 talarów utrzymywały się do 1870. Rocznie przejeżdżało tędy około 193.000 koni.
Po wybudowaniu w 1966 nowego mostu Bolesława Chrobrego i decyzji o przełożeniu Warty w nowe koryto, stracił na znaczeniu. Rozebrany w 1968. W jego miejscu jest dzisiaj fragment ul. Chwaliszewo.
Od grudnia 2017 w miejscu dawnego mostu eksponowany jest iluminowany zarys konstrukcji jednego jego przęsła.
W sąsiedztwie wschodniego przyczółka mostu znajdował się Złoty Krzyż, zwany krzyżem chwaliszewskim. Obecnie stojący w tym miejscu krucyfiks pochodzi z 1945 roku, jednak według tradycji, krzyż w tym miejscu stoi od ponad 1000 lat.
W okolice Mostu Chwaliszewskiego, corocznie na przełomie maja i czerwca przypływały na tarło jesiotry z Bałtyku (była tu cieplejsza woda i duża ilość odpadków stanowiących pożywienie). Niektóre z ryb osiągały 2,5 metra długości i wagę powyżej 150 kg. Przybycie jesiotrów stanowiło swoistą atrakcję dla mieszkańców miasta, którzy masowo schodzili się tutaj aby obejrzeć tarło. Z nieznanych przyczyn ryby przypłynęły po raz ostatni w roku 1906.
Jeszcze w okresie międzywojennym, nocami, pod mostem, przechowywane były w specjalnych łodziach z otworami, beczki ze świeżymi rybami, które sprzedawano na targowisku Wolnica przy Świętym Wojciechu.

## Wydarzenia
W 1843 miał przy moście miejsce incydent z carem rosyjskim Mikołajem I Romanowem, nazywany Wystrzałem na Chwaliszewie (podejrzewano zamach lub spisek).
Podczas powstania wielkopolskiego w 1846 roku na moście doszło do potyczki pomiędzy Prusakami i powstańcami zamierzającymi zaatakować Fort Winiary, by uwolnić przetrzymywanych tam więźniów politycznych. Władze otrzymały informację o tym, że przez most przejadą wozy z ochotnikami z Runowa i Biernatek pod dowództwem Hipolita Trąpczyńskiego - leśniczego z Kórnika. Prusacy urządzili zasadzkę, w wyniku której uniemożliwiono powstańcom dotarcie do Cytadeli i zabito kilku ochotników. Akcja zakończyła się niepowodzeniem.

## Galeria

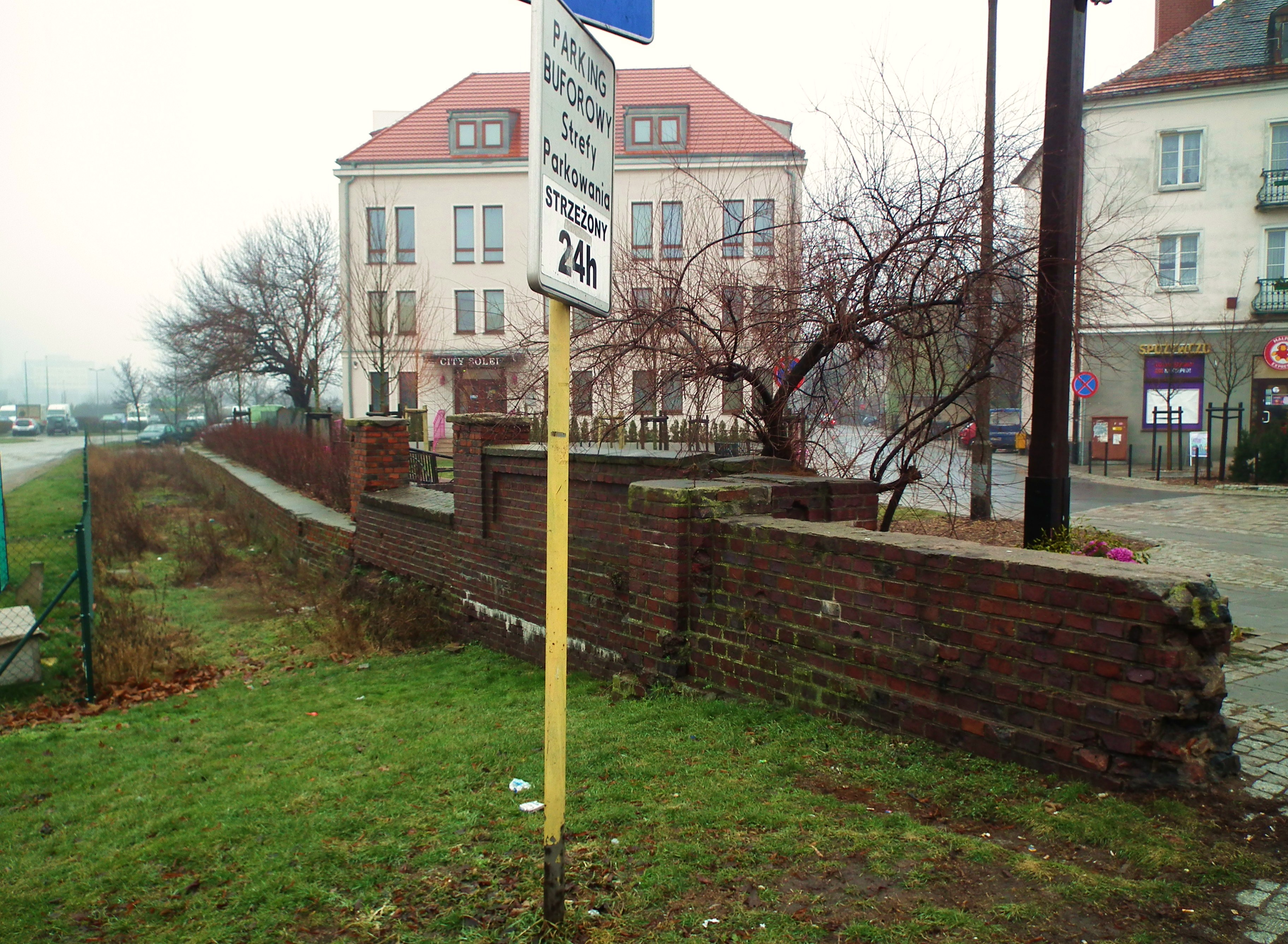
Relikty przyczółka
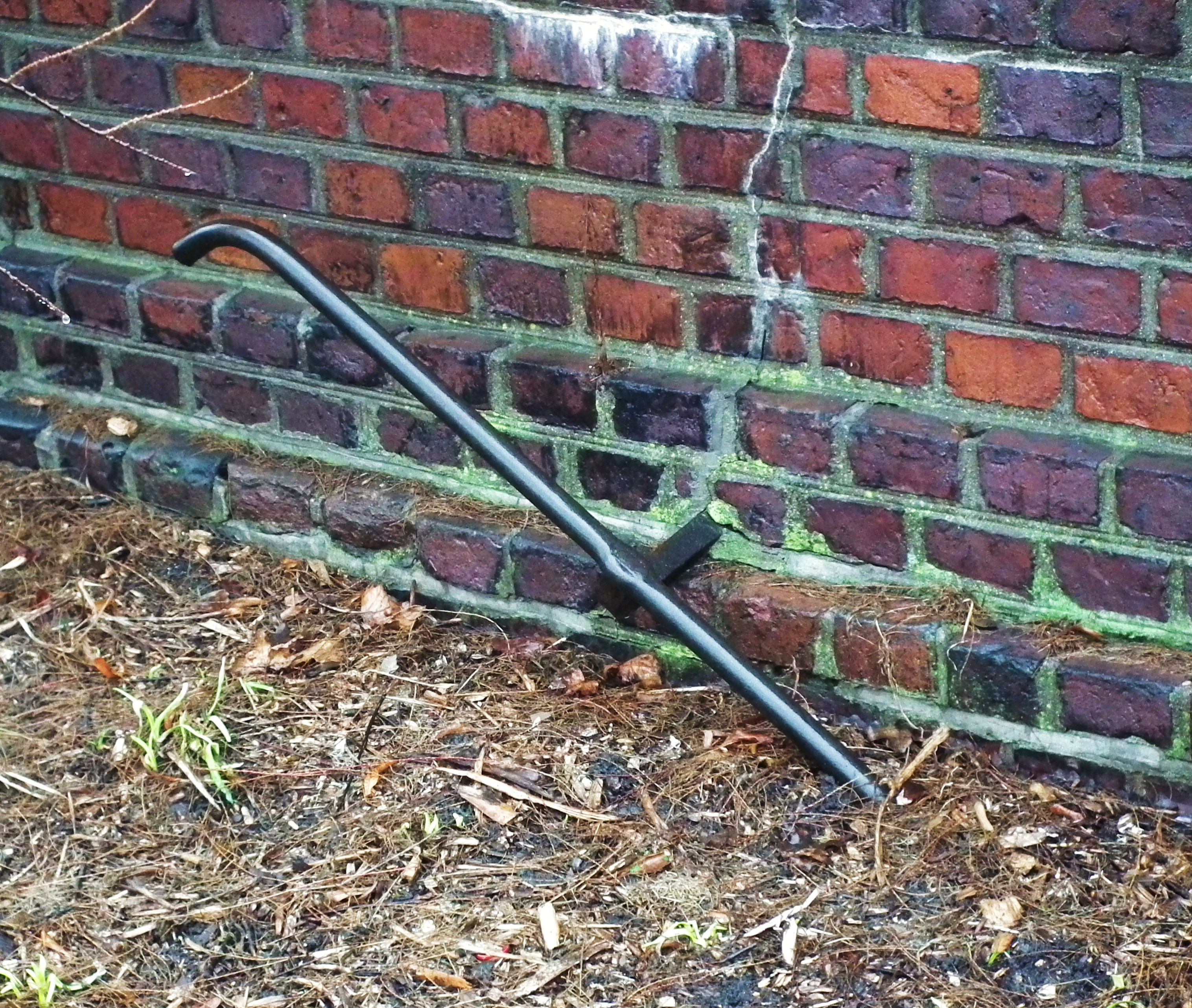
Pozostałość schodów
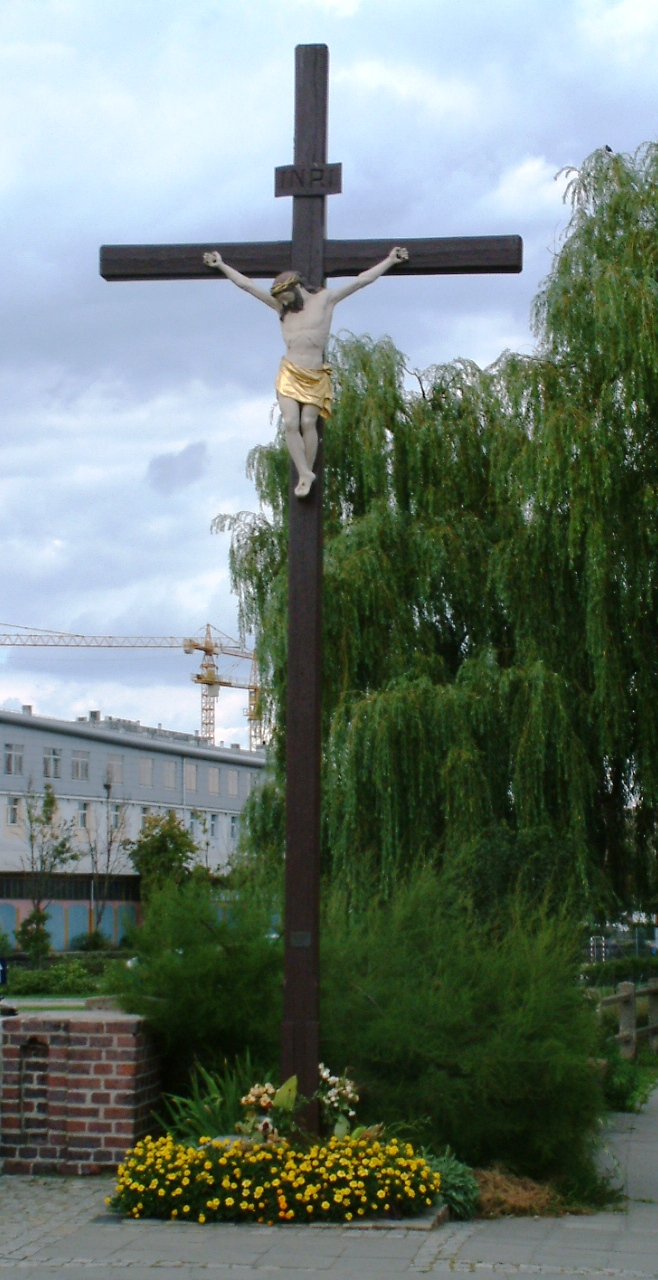
Złoty Krzyż
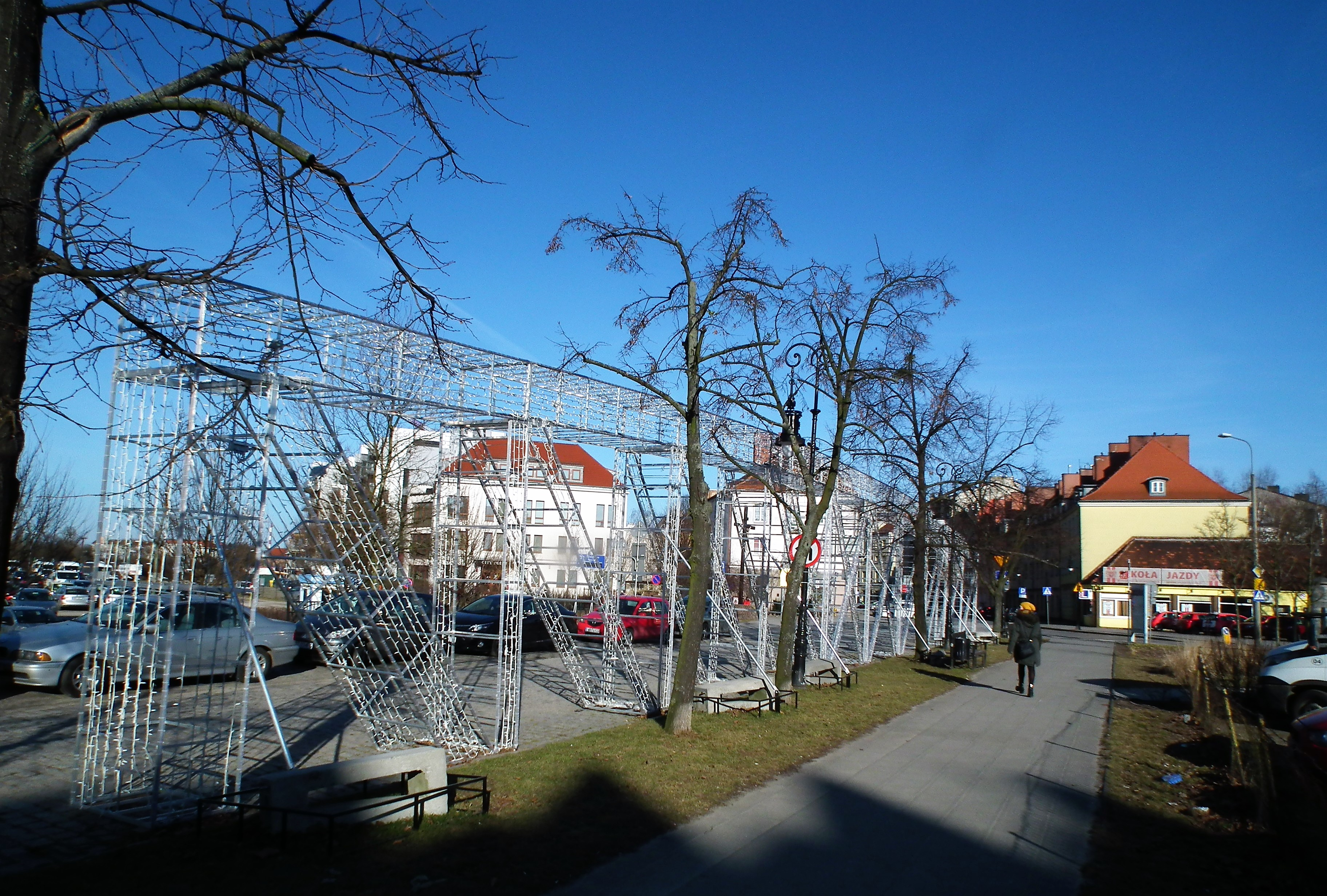
Iluminowany zarys konstrukcji jednego przęsła mostu (od 2017)